# BoJack Horseman
BoJack Horseman è una serie animata statunitense, creata da Raphael Bob-Waksberg per Netflix. La serie è disegnata dalla fumettista Lisa Hanawalt ed è caratterizzata dalla convivenza di personaggi umani con animali antropomorfi. La serie animata mira a far satira non soltanto sull'ambiente hollywoodiano, ma anche sul culto delle celebrità e sull'industria cinematografica, mostrando una parabola discendente nella depressione, nell'abuso di alcool e droga e infine nell'autodistruzione. La serie vanta la partecipazione di numerose celebrità e di personaggi famosi nel mondo dello spettacolo, come ad esempio Margo Martindale, Daniel Radcliffe, Henry Winkler e Paul McCartney.

## Trama
In una Hollywood in cui animali antropomorfi e umani convivono, BoJack Horseman è una star della sitcom degli anni novanta Horsin' Around; non è però riuscito a rimanere sulla cresta dell'onda dopo la chiusura della serie, e pianifica quindi di rinnovare la sua fama attraverso un'autobiografia scritta dalla ghostwriter Diane Nguyen. BoJack deve inoltre confrontarsi con altri svariati personaggi, tra i quali Princess Carolyn (sua agente), il suo strambo coinquilino Todd e Mr. Peanutbutter, attore sua "nemesi" e fidanzato di Diane.

## Episodi
| Stagione           | Episodi            | Episodi            | Pubblicazione USA | Pubblicazione Italia |
| ------------------ | ------------------ | ------------------ | ----------------- | -------------------- |
| Prima stagione     | 12                 | 12                 | 2014              | 2015                 |
| Speciale natalizio | Speciale natalizio | Speciale natalizio | 2014              | 2015                 |
| Seconda stagione   | 12                 | 12                 | 2015              | 2015                 |
| Terza stagione     | 12                 | 12                 | 2016              | 2016                 |
| Quarta stagione    | 12                 | 12                 | 2017              | 2017                 |
| Quinta stagione    | 12                 | 12                 | 2018              | 2018                 |
| Sesta stagione     | 16                 | 8                  | 2019              | 2019                 |
| Sesta stagione     | 16                 | 8                  | 2020              | 2020                 |

## Personaggi e doppiatori
- BoJack Horseman (stagioni 1-6), voce originale di Will Arnett, italiana di Fabrizio Pucci[1].
- Princess Carolyn (stagioni 1-6), voce originale di Amy Sedaris, italiana di Giò Giò Rapattoni[1].
- Diane Nguyen (stagioni 1-6), voce originale di Alison Brie, italiana di Chiara Gioncardi[1].
- Mr. Peanutbutter (stagioni 1-6), voce originale di Paul F. Tompkins, italiana di Massimo Bitossi[1].
- Todd Chavez (stagioni 1-6), voce originale di Aaron Paul, italiana di Andrea Lavagnino[1].

## Produzione e trasmissione
L'autore Raphael Bob-Waksberg, tra le maggiori influenze che lo hanno spinto nella creazione della serie, ha nominato la serie televisiva The Newsroom, per il suo umorismo, e la serie animata I Simpson, per la sua capacità di raccontare storie tristi, senza sacrificare l'umorismo. Sulla base delle similitudini di trama e delle sfumature grafiche, la serie ha inoltre ricevuto importanti influenze anche da Californication, Due uomini e mezzo e Daria.
Il tema iniziale della serie viene composto da Patrick Carney, batterista del duo musicale americano The Black Keys.
Il 29 luglio 2015 la serie, allora composta da due stagioni, è stata rinnovata per una terza stagione. Successivamente, il 22 luglio 2016, BoJack Horseman è stata rinnovata per una quarta stagione che è stata resa disponibile su Netflix l'8 settembre 2017. Il 21 settembre 2017 Netflix rinnova la serie anche per una quinta stagione che è stata interamente pubblicata il 14 settembre 2018. Il 30 ottobre 2018 BoJack Horseman ottiene il rinnovo anche per una sesta stagione. Successivamente, il 27 settembre 2019, è stato annunciato che la sesta stagione sarebbe stata l'ultima e sarebbe stata suddivisa in due parti, rispettivamente pubblicate il 25 ottobre 2019 e il 31 gennaio 2020.

## Accoglienza

### Critica
Il quotidiano britannico The Guardian ha definito BoJack Horseman come "un prodotto provocatorio sull'ipocrisia e sulla stupidità che circonda Hollywood", mettendo in evidenza la complessità delle relazioni tra i personaggi e la loro situazione drammatica. Il New York Times ha definito la prima stagione "divertente e licenziosa". Margaret Lyons di Vulture ha dato una recensione positiva, descrivendo la serie come "radicalmente triste. La amo". La rivista Rolling Stone Italia ha assegnato alla serie un punteggio di 5 stelle su 5.
| Stagione | Responso della critica | Responso della critica |
| Stagione | Metacritic             | Rotten Tomatoes        |
| -------- | ---------------------- | ---------------------- |
| Prima    | 59/100 (13 recensioni) | 70% (27 recensioni)    |
| Seconda  | 90/100 (7 recensioni)  | 100% (22 recensioni)   |
| Terza    | 89/100 (12 recensioni) | 100% (31 recensioni)   |
| Quarta   | 87/100 (5 recensioni)  | 97% (35 recensioni)    |
| Quinta   | 92/100 (6 recensioni)  | 98% (48 recensioni)    |
| Sesta    | 93/100 (6 recensioni)  | 96% (53 recensioni)    |

### Riconoscimenti
- Annie Awards
  - 2016 – Candidatura per la miglior produzione televisiva d'animazione generale per l'episodio Il divano nuovo[29]
  - 2017 – Candidatura per la miglior produzione televisiva d'animazione generale per l'episodio Un pesce fuor d'acqua[30]
  - 2017 – Candidatura per la miglior voce in una produzione televisiva d'animazione ad Alison Brie[30]
  - 2018 – Candidatura per la miglior produzione televisiva d'animazione generale per l'episodio Stupido pezzo di m...a[31]
  - 2018 – Candidatura per la miglior voce in una produzione televisiva d'animazione per l'episodio Il tempo è una freccia a Wendie Malick[31]
  - 2018 – Candidatura per il miglior montaggio in una produzione televisiva d'animazione per l'episodio Stupido pezzo di m...a a Jose Martinez[31]
  - 2019 – Miglior produzione televisiva d'animazione generale per l'episodio I giorni da cane sono finiti[32]
  - 2019 – Miglior voce in una produzione televisiva d'animazione per l'episodio Churro gratis a Will Arnett[32]
  - 2020 – Miglior produzione televisiva d'animazione generale per l'episodio Il nuovo cliente[33][34]
  - 2020 – Candidatura per la miglior sceneggiatura in una produzione televisiva d'animazione per l'episodio Una bella storia ad Alison Tafel[33][34]
  - 2021 – Candidatura per la miglior animazione dei personaggi in una produzione televisiva d'animazione per l'episodio Un trauma positivo a James Bowman[35]

- Critics' Choice Super Awards
  - 2021 – Miglior serie animata[36]
  - 2021 – Miglior doppiatore in una serie animata a Will Arnett[36]
  - 2021 – Candidatura per la miglior doppiatrice in una serie animata ad Amy Sedaris[36]

- Critics' Choice Television Awards
  - 2016 – Miglior serie animata[37]
  - 2017 – Miglior serie animata[38]
  - 2018 – Candidatura per la miglior serie animata[39]
  - 2019 – Miglior serie animata[40]
  - 2020 – Miglior serie animata[41]

- Eddie Awards
  - 2021 – Candidatura per il miglior montatore in un prodotto d'animazione (non cinema) per l'episodio Bello, finché è durato a Brian Swanson[42]

- Gold Derby Awards
  - 2016 – Miglior serie animata[43]
  - 2017 – Miglior serie animata[44]

- Golden Trailer Awards
  - 2018 – Candidatura per il miglior trailer d'animazione/famiglia per il trailer della terza stagione[45]

- Primetime Emmy Awards
  - 2017 – Candidatura per il miglior doppiatore per l'episodio È troppo, amico! a Kristen Schaal[46]
  - 2019 – Candidatura per il miglior programma d'animazione per l'episodio Churro gratis[47]

- Saturn Awards
  - 2017 – Candidatura per la miglior serie o film TV animato[48]
  - 2018 – Candidatura per la miglior serie o film TV animato[49]

- Writers Guild of America Awards
  - 2016 – Candidatura per la miglior produzione televisiva d'animazione per l'episodio Il lato oscuro di Hank a Kelly Galuska[50]
  - 2017 – Miglior produzione televisiva d'animazione per l'episodio Fermate le rotative a Joe Lawson[51]
  - 2017 – Candidatura per la miglior produzione televisiva d'animazione per l'episodio Un pesce fuor d'acqua a Elijah Aron e Jordan Young[51]
  - 2018 – Miglior produzione televisiva d'animazione per l'episodio Il tempo è una freccia a Kate Purdy[52]
  - 2018 – Candidatura per la miglior produzione televisiva d'animazione per l'episodio Ruthie a Joanna Calo[52]
  - 2020 – Candidatura per la miglior produzione televisiva d'animazione per l'episodio La riabilitazione a Elijah Aron[53]
  - 2021 – Candidatura per la miglior produzione televisiva d'animazione per l'episodio La xerox di una xerox a Nick Adams[54]